# Theapolis
Theapolis (Kofferwort aus Theater und Polis; Aussprache: [teˈaːpolɪs]ⓘ) ist eine kommerzielle Online-Jobbörse für den deutschsprachigen Theater- und Orchesterbereich mit Sitz in Feldhusen (Dassow).
Registrierte Nutzer der Seite können kostenfrei unter anderem ein Profil von sich anlegen und Mitwirkungen in Produktionen veröffentlichen. Kostenpflichtig sind erweiterte Funktionen der Seite wie das Zugänglichmachen des Profils in Internetsuchen oder die Nutzung von Datenbankfunktionen. Geschäftsführerin ist die Veranstaltungskauffrau Janine Thoenelt, für journalistisch-redaktionelle Inhalte der Seite ist die Schauspielerin Karen Suender verantwortlich. Suender veröffentlicht Interviews zum Thema Initiativbewerbungen an deutschsprachigen Stadt-, Staats- und Landestheatern in einem PDF-Magazin namens KIBA (Künstlerischer Initiativ Bewerbungs Almanach) als Bewerbungsleitfaden für Schauspieler und Sänger.

## Geschichte
1998 hatte der damals als freier Musicaldarsteller wirkende Schauspieler Sören Fenner die Idee, Vorsprech- oder Vorsingmöglichkeiten sowie Stellenangebote im Theaterbereich auf einer Internetseite zusammenzutragen und jederzeit zugänglich zu machen. Er verwirklichte diese zwei Jahre später unter dem Namen theaterjobs.de. Das Inserieren von Stellenangeboten war für Theater kostenlos; die Internetseite finanzierte sich über Jahresbeiträge der Stellensuchenden. Die Internetseite theaterojbs.de bot als Stellenmarkt eine Alternative zu Fachzeitschriften, der Bundesagentur für Arbeit oder persönlichen Kontakten.
Am 1. Februar 2016 wurde theaterjobs.de in Theapolis umbenannt, wobei Angebote, Leistungen, Stellenmarkt und Online-Forum zunächst erhalten bleiben sollten. Im Juni 2018 wurde die Seite neu gestaltet und erhielt das Motto „Theater bist Du“. Das Forum und der Dienstleistungsmarkt „Marktplatz“ wurden geschlossen, was von Nutzern negativ kommentiert wurde. Eine Zusammenarbeit mit Crew United ermöglichte es Nutzern beider Produkte von April 2022 an Daten der jeweiligen Profile automatisiert zusammenzuführen.

Logovarianten im Lauf der Jahre
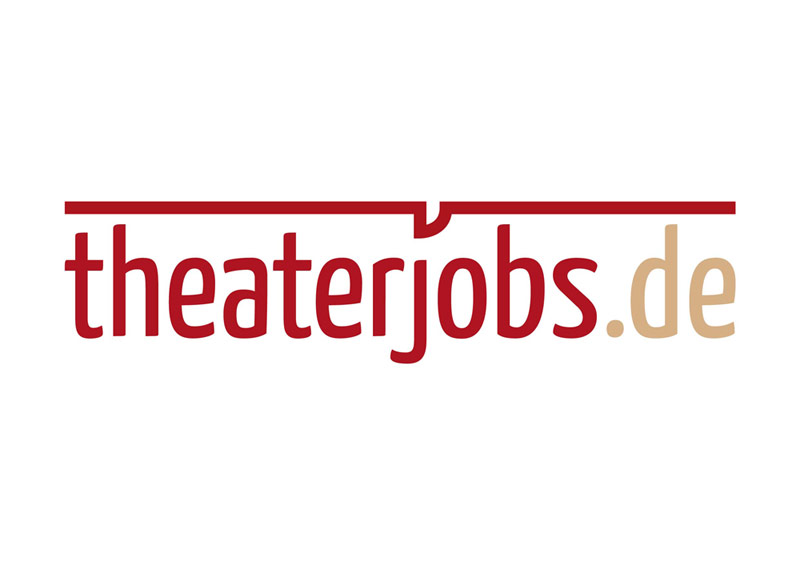
2010–2016
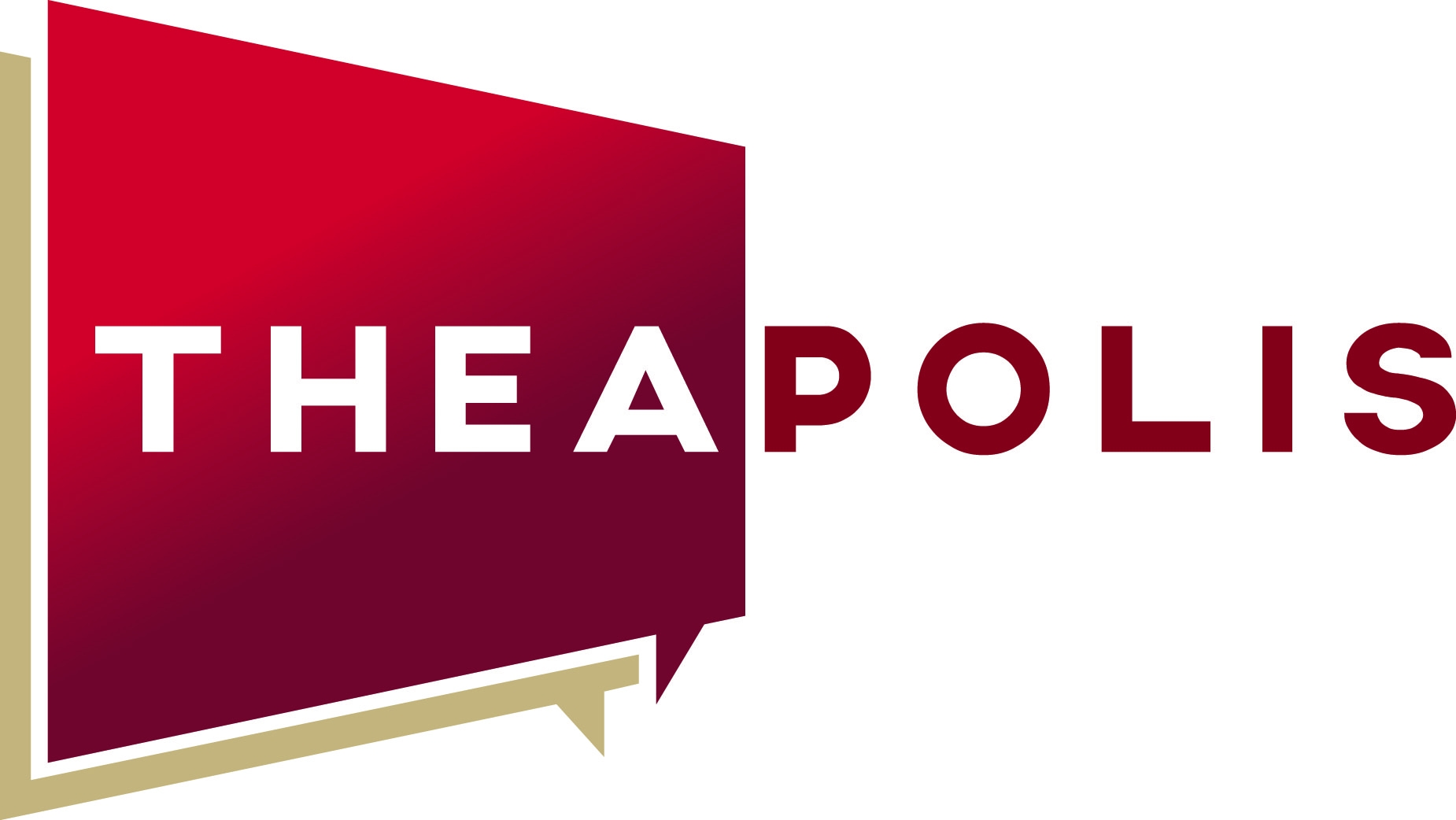
2016–2018
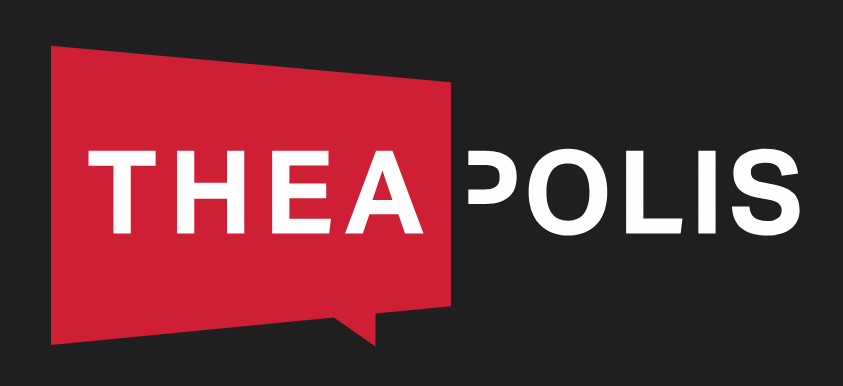
seit 2018

## Reichweite
Im Jahr 2009 war theaterjobs.de mit mehr als 1100 Stellenangeboten nach eigener Aussage der größte Theater-Stellenmarkt im deutschsprachigen Raum. Die Jobbörse wurde 2011 vom Career Center der Hochschule für Musik und Theater Hamburg (HfMT) in einer Liste mit Anlaufstellen für stellensuchende Schauspieler, Sänger und Musiker genannt. Im selben Jahr verzeichnete der Stellenmarkt 700 Stellenangebote im Monat, und etwa 2.700 veröffentlichte Profile von Stellensuchenden. Diese konnten mit mehreren Arbeitsbereichen verbunden sein und zählten im Bereich Schauspiel rund 1.750 Einträge, 1.150 im Bereich Musiktheater und im Arbeitsbereich Tanz rund 300. Als die Seite 2016 in Theapolis umbenannt wurde, waren es 4.673 Profile, mit 3.140 im Schauspiel, 2.140 im Musiktheater und 685 im Tanz. Im Jahr 2024 betrug die Anzahl gelisteter „Theaterleute“ etwa 5.700 Profile, für Schauspiel über 4.100 Einträge, mehr als 2.500 für Musiktheater und im Arbeitsbereich Tanz über 1.000. Die ZAV-Künstlervermittlung der Bundesagentur für Arbeit führte im Vergleich dazu im selben Jahr Setkarten für rund 4.700 Bühnenschauspieler und rund 3.000 für Film- und Fernsehdarsteller. Die Reichweite des Theapolis-Newsletters wurde Werbekunden mit 19.500 Empfängern angegeben. Im Jahr 2025 betrug die Anzahl der Theaterjobs über 800, davon etwa 70 Bühnenjobs. Die Anzahl der Profile von „Theaterprofis“ wurde jetzt mit 63.000 angegeben, darunter aus Metadaten generierte Profile. Die theoretische Reichweite des Newsletters war mit 20.500 Empfängern geringer gestiegen, die Öffnungsrate lag bei 45 %.

## Ähnliche Projekte
Neben der Die ZAV-Künstlervermittlung der Bundesagentur für Arbeit existiert mit Operabase seit 1996 eine internationale Datenbank mit Informationen über Musiktheaterproduktionen, Solisten und künstlerische Mitwirkende sowie Agenturen. Eine vergleichbare gemeinnützige Datenbank mit Such- und Besetzungswerkzeugen speziell für Opernhäuser und -festivals ist die 2020 begonnene Operabook Initiative der Organisation „Opera Europe“. Eine weitere Datenbank „Digitales Archiv der Freien Darstellenden Künste“ ist im Aufbau begriffen, der Theapolis-Gründer Sören Fenner ist Mitglied des 2018 zu diesem Zweck gegründeten Vereins „Initiative für die Archive der Freien Darstellenden Künste“.